# Alzira Ewerton
Alzira Valdelice Pires Ewerton (Guajará-Mirim, 15 de julho de 1952) é uma advogada, juíza, professora e política brasileira, que exerceu um mandato como deputada federal do estado do Amazonas.
Alzira Ewerton cursou Direito na Faculdade de Direito do Estado do Amazonas (1975-1978). Antes do seu mandato, foi Chefe do Serviço Jurídico da LBA em Manaus (1979-1980); professora da Universidade do Amazonas (1979-1980); assessora jurídica da Companhia de Desenvolvimento Agrícola de Rondônia (CODARON) e da Associação de Assistência Técnica e Extensão Rural de Rondônia (ASTER), ambas em Porto Velho (1980-1981); Juíza de Direito no Tribunal de Justiça e Juíza Eleitoral do Tribunal Regional Eleitoral do Amazonas (1984-1993).
Foi eleita pelo Partido Progressista Reformador nas eleições de 1994 e em 1996 se filiou ao PSDB. Exerceu seu mandato na 50ª legislatura da Câmara dos Deputados. Foi Vice-Líder do partido entre 1997-1999. Não se reelegeu.
É desembargadora aposentada no cargo de juíza de direito de segunda entrância.

## Polêmicas
Em 1999, o nome de Alzira Ewerton foi mencionado na investigação de deputados que negociavam gabinetes e assessores entre conhecidos e parentes. Naquela época, a contratação de parentes para cargos nos gabinetes não era vedada por lei. Segundo matéria veiculada na Folha de S.Paulo,
Uma assessora da deputada havia informado que ela havia indicado a contratação de duas funcionárias.

"É. A Sandra, que é a minha chefe de gabinete, e a outra é a minha filha (Mariane Pires). Se eu puder, passo para uma pessoa do PPB. Os outros que entraram em contato comigo são do PFL, e eu não gostaria de passar para ninguém do PFL", disse Alzira.
No momento da reportagem, os dois postos de trabalho comprometiam cerca de R$4.000 do orçamento, mas havia previsão de ser ampliado para R$30.000.